# ゲリジム山

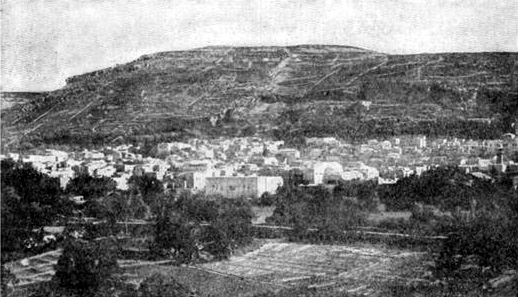
ゲリジム山の古写真

ゲリジム山（ゲリジムさん、アラビア語: جبل جرزيم、ヘブライ語: הר גריזים）は、パレスチナのサマリア地方にある山。標高881メートル。モーセによって祝福の象徴とされ、サマリア人が聖地としている。麓にはナーブルスの街がある。

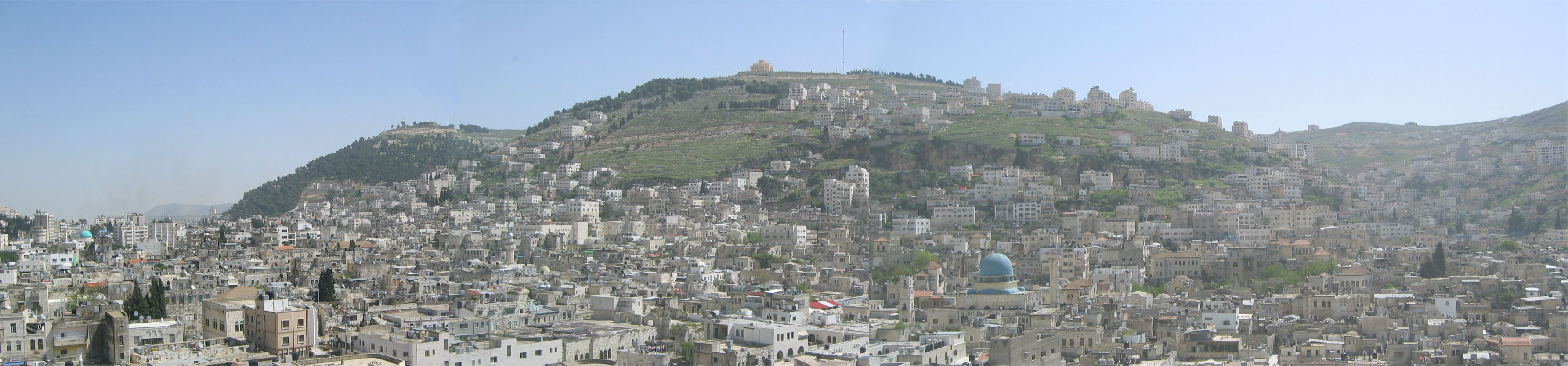
ゲリジム山